# Deuxième district congressionnel de l'Indiana
Le 2e district congressionnel de l'Indiana est une circonscription électorale du Congrès américain dans le nord de l'Indiana. Il comprend South Bend, Elkhart et Warsaw. 
Avant 2002, le 2e district couvrait le centre-est de l'Indiana, y compris la majeure partie du territoire faisant désormais partie du 6e district. Cependant, à la suite du redécoupage du recensement américain de 2000, le district a été déplacé pour remplacer la majeure partie de ce qui était le 3e district. 
Le 8 novembre 2022, le candidat Républicain Rudy Yakym a remporté l'élection spéciale et l'élection générale, pour terminer le reste du mandat de Jackie Walorski, décédée dans un accident de voiture le 3 août 2022.

## Géographie
| #   | Comté      | Siège      | Population |
| --- | ---------- | ---------- | ---------- |
| 17  | Cass       | Logansport | 37 540     |
| 39  | Elkhart    | Goshen     | 206 890    |
| 49  | Fulton     | Rochester  | 20 327     |
| 85  | Kosciusko  | Warsaw     | 80 826     |
| 87  | LaPorte    | La Porte   | 111 675    |
| 99  | Marshall   | Plymouth   | 46 322     |
| 103 | Miami      | Peru       | 35 647     |
| 131 | Pulaski    | Winamac    | 12 485     |
| 141 | St. Joseph | South Bend | 272 234    |
| 149 | Starke     | Knox       | 23 258     |
| 169 | Wabash     | Wabash     | 30 828     |

Sous ses frontières de 2023 à 2033, le 2e district congressionnel de l'Indiana est situé dans le nord de l'Indiana. Il comprend les comtés d'Elkhart, Fulton, Marshall, Miami, Pulaski, St. Joseph, Starke et Wabash dans leur intégralité, la plupart des comtés de Kosciusko et de LaPorte, ainsi que la moitié du comté de Cass. De 2013 à 2023, le 2e district avait les mêmes frontières sauf que le comté de Cass était entièrement dans le 4e district.
Le comté de La Porte est partagé entre ce district et le 1er district. Ils sont divisés par Indiana West 500N et Indiana South/North 600W. Le 2e district comprend une partie de la ville de LaPorte et les quinze villes de Hanna, Johnson, Hudson, Scipio, Union, Washington, Prairie, Pleasant, Noble, Lincoln, Clinton, Center, Dewey, Wills, Center et Kankakee.
Le Comté de Kosciusko est divisé entre ce district et le 3e district. Ils sont séparés par Indiana S 1000 W35, North 200W et West 700N. Le 2e district englobe la ville de Warsaw et les quatorze villes de Clay, Etna, Franklin, Harrison, Jackson, Jefferson, Lake, Monroe, Plain, Prairie, Scott, Seward, Van Buren et Wayne.
Le comté de Cass est divisé entre ce district et le 4e district. Ils sont principalement séparés par Indiana S Co Rd 200E, Indiana S Co Rd 500E, Indiana N Co Rd 50E et Indiana N Co Rd 600W. Le 2e district comprend une partie de la ville de Logansport, et les sept villes d'Adams, Bethlehem, Clay, Harrison, Jackson, Miami, Tipton, et une partie de Deer Creek.

### Villes de 10 000 personnes ou plus
- South Bend - 103 453
- Elkhart - 53 923
- Mishawaka - 51 063
- Goshen - 34 517
- LaPorte - 22 471
- Logansport - 18 366
- Warsaw - 15 804
- Peru - 11 073
- Wabash - 10 440
- Plymouth - 10 214

### Villes de 2 500 à 10 000 personnes
- Nappanee - 6 949
- Dunlap - 6 442
- Rochester - 6 270
- North Manchester - 5 277
- Winona Lake - 5 053
- Lac Simonton - 4 710
- Bremen - 4 696
- Middlebury - 3 466
- Knox - 3 662
- Syracuse - 3 079
- Bourbon - 2 861

## Historique de vote
| Années | Poste     | Résultats              |
| ------ | --------- | ---------------------- |
| 2000   | Président | Bush 53,0 % – 45,0 %   |
| 2004   | Président | Bush 56,0 % – 43,0 %   |
| 2008   | Président | Obama 49,6 % – 49,3 %  |
| 2012   | Président | Romney 56,1 % – 42,1 % |
| 2016   | Président | Trump 59,3 % – 36,1 %  |
| 2020   | Président | Trump 59,3 % – 38,9 %  |

## Liste des représentants du district
| Membre                         | Parti                 | Années                              | Congrès     | Histoire électorale | Zone géographique |
| ------------------------------ | --------------------- | ----------------------------------- | ----------- | --- | --- |
| District établi le 4 mars 1823 |                       |                                     |             | | |
| · Jonathan Jennings            | Républicain-Démocrate | 4 mars 1823 - 3 mars 1825           | 18e - 21e   | Redécoupage depuis le district at-large et réélu en 1822. Réélu en 1824. Réélu en 1826. Réélu en 1828. | 1823–1833 Comtés de Bartholomew, Clark, Crawford, Floyd, Harrison, Jackson, Jefferson, Jennings, Marion, Scott, Shelby et Washington |
| · Jonathan Jennings            | Anti-Jacksonien       | 4 mars 1825 - 3 mars 1831           | 18e - 21e   | Redécoupage depuis le district at-large et réélu en 1822. Réélu en 1824. Réélu en 1826. Réélu en 1828. | 1823–1833 Comtés de Bartholomew, Clark, Crawford, Floyd, Harrison, Jackson, Jefferson, Jennings, Marion, Scott, Shelby et Washington |
| John Carr (en)                 | Jacksonien (en)       | 4 mars 1831 - 3 mars 1833           | 22e         | Élu en 1831. Redécoupage vers le 3e district. | 1823–1833 Comtés de Bartholomew, Clark, Crawford, Floyd, Harrison, Jackson, Jefferson, Jennings, Marion, Scott, Shelby et Washington |
| John Ewing (en)                | Anti-Jacksonien       | 4 mars 1833 - 3 mars 1835           | 23e         | Élu en 1833. perd sa réélection. | 1833–1843 |
| · John W. Davis                | Jacksonien (en)       | 4 mars 1835 - 3 mars 1837           | 24e         | Élu en 1835. Retrait. | 1833–1843 |
| John Ewing (en)                | Whig                  | 4 mars 1837 - 3 mars 1839           | 25e         | Élu en 1837. perd sa réélection. | 1833–1843 |
| · John W. Davis                | Démocrate             | 4 mars 1839 - 3 mars 1841           | 26e         | Élu en 1839. perd sa renomination. | 1833–1843 |
| · Richard W. Thompson          | Whig                  | 4 mars 1841 - 3 mars 1843           | 27e         | Élu en 1841. Retrait. | 1833–1843 |
| Thomas J. Henley (en)          | Démocrate             | 4 mars 1843 - 3 mars 1849           | 28e - 30e   | Élu en 1843. Réélu en 1845. Réélu en 1847. Retrait. | 1843–1853 |
| · Cyrus L. Dunham (en)         | Démocrate             | 4 mars 1849 - 3 mars 1853           | 31e , 32e   | Élu en 1849. Réélu en 1851. Redécoupage vers le 3e district. | 1843–1853 |
| · William H. English (en)      | Démocrate             | 4 mars 1853 - 3 mars 1861           | 33e - 36e   | Élu en 1852. Réélu en 1854. Réélu en 1856. Réélu en 1858. Retrait. | 1853–1863 |
| · James A. Cravens (en)        | Démocrate             | 4 mars 1861 - 3 mars 1865           | 37e , 38e   | Élu en 1860. Réélu en 1862. Retrait. | 1863-2003 |
| · Michael C. Kerr (en)         | Démocrate             | 4 mars 1865 - 3 mars 1873           | 39e - 42e   | Élu en 1864. Réélu en 1866. Réélu en 1868. Réélu en 1870. Candidat à l'élection dans le district at-large et perd sa réélection. | 1863-2003 |
| · Simeon K. Wolfe (en)         | Démocrate             | 4 mars 1873 - 3 mars 1875           | 43e         | Élu en 1872. Retrait. | 1863-2003 |
| · James D. Williams (en)       | Démocrate             | 4 mars 1875 - 1er décembre 1876     | 44e         | Élu en 1874. Retrait pour se présenter comme Gouverneur de l'Indiana mais démissionne lorsqu'élu. | 1863-2003 |
| Vacant                         | Vacant                | 1er décembre 1876 - 5 décembre 1876 | 44e         | | 1863-2003 |
| · Andrew Humphreys (en)        | Démocrate             | 5 décembre 1876 - 3 mars 1877       | 44e         | Élu pour terminer le mandat de Williams. N'est pas candidat pour un mandat complet. | 1863-2003 |
| · Thomas R. Cobb (en)          | Démocrate             | 4 mars 1877 - 3 mars 1887           | 45e - 49e   | Élu en 1876. Réélu en 1878. Réélu en 1880. Réélu en 1882. Réélu en 1884. Retrait. | 1863-2003 |
| · John H. O'Neall (en)         | Démocrate             | 4 mars 1887 - 3 mars 1891           | 50e , 51e   | Élu en 1886. Réélu en 1888. Retrait. | 1863-2003 |
| · John L. Bretz (en)           | Démocrate             | 4 mars 1891 - 3 mars 1895           | 52e , 53e   | Élu en 1890. Réélu en 1892. perd sa réélection. | 1863-2003 |
| · Alexander M. Hardy (en)      | Républicain           | 4 mars 1895 - 3 mars 1897           | 54e         | Élu en 1894. perd sa réélection. | 1863-2003 |
| · Robert W. Miers (en)         | Démocrate             | 4 mars 1897 - 3 mars 1905           | 55e - 58e   | Élu en 1896. Réélu en 1898. Réélu en 1900. Réélu en 1902. perd sa réélection. | 1863-2003 |
| · John C. Chaney (en)          | Républicain           | 4 mars 1905 - 3 mars 1909           | 59e , 60e   | Élu en 1904. Réélu en 1906. perd sa réélection. | 1863-2003 |
| · William A. Cullop (en)       | Démocrate             | 4 mars 1909 - 3 mars 1917           | 61e - 64e   | Élu en 1908. Réélu en 1910. Réélu en 1912. Réélu en 1914. perd sa réélection. | 1863-2003 |
| · Oscar E. Bland (en)          | Républicain           | 4 mars 1917 - 3 mars 1923           | 65e - 67e   | Élu en 1916. Réélu en 1918. Réélu en 1920. perd sa réélection. | 1863-2003 |
| Arthur H. Greenwood (en)       | Démocrate             | 4 mars 1923 - 3 mars 1933           | 68e - 72e   | Élu en 1922. Réélu en 1924. Réélu en 1926. Réélu en 1928. Réélu en 1930. Redécoupage vers le 7e district. | 1863-2003 |
| George R. Durgan (en)          | Démocrate             | 4 mars 1933 - 3 janvier 1935        | 73e         | Élu en 1932. perd sa réélection. | 1863-2003 |
| Vacant                         | Vacant                | 3 janvier 1935 - 29 janvier 1935    | 74e         | Le Représentant-élu Frederick Landis décède le 15 novembre 1934. | 1863-2003 |
| · Charles A. Halleck (en)      | Républicain           | 29 janvier 1935 - 3 janvier 1969    | 74e - 90e   | Élu pour terminer le mandat de Landis. Réélu en 1936. Réélu en 1938. Réélu en 1940. Réélu en 1942. Réélu en 1944. Réélu en 1946. Réélu en 1948. Réélu en 1950. Réélu en 1952. Réélu en 1954. Réélu en 1956. Réélu en 1958. Réélu en 1960. Réélu en 1962. Réélu en 1964. Réélu en 1966. Retrait. | 1863-2003 |
| · Earl F. Landgrebe (en)       | Républicain           | 3 janvier 1969 - 3 janvier 1975     | 91e - 93e   | Élu en 1968. Réélu en 1970. Réélu en 1972. perd sa réélection. | 1863-2003 |
| · Floyd Fithian                | Démocrate             | 3 janvier 1975 - 3 janvier 1983     | 94e - 97e   | Élu en 1974. Réélu en 1976. Réélu en 1978. Réélu en 1980. Redécoupage vers le 7e district et se retire pour se présenter comme Sénateur des États-Unis. | 1863-2003 |
| · Philip Sharp (en)            | Démocrate             | 3 janvier 1983 - 3 janvier 1995     | 98e - 103e  | Redécoupage depuis le 10e district et retrait pour se présenter comme Sénateur des États-Unis. | 1863-2003 |
| · David M. McIntosh            | Républicain           | 3 janvier 1995 - 3 janvier 2001     | 104e - 106e | Élu en 1994. Réélu en 1996. Réélu en 1998. Retrait pour se présenter comme Gouverneur de l'Indiana. | 1863-2003 |
| · Mike Pence                   | Républicain           | 3 janvier 2001 - 3 janvier 2003     | 107e        | Élu en 2000. Redécoupage vers le 6e district. | 1863-2003 |
| · Chris Chocola                | Républicain           | 3 janvier 2003 - 3 janvier 2007     | 108e , 109e | Élu en 2002. Réélu en 2004. perd sa réélection. | 2003–2013 · |
| · Joe Donnelly                 | Démocrate             | 3 janvier 2007 - 3 janvier 2013     | 110e - 112e | Élu en 2006. Réélu en 2008. Réélu en 2010. Retrait pour se présenter comme Sénateur des États-Unis. | 2003–2013 · |
| · Jackie Walorski              | Républicain           | 3 janvier 2013 - 3 août 2022        | 113e - 117e | Élue en 2012. Réélue en 2014. Réélue en 2016. Réélue en 2018. Réélue en 2020. Décès. | 2013–2023 · |
| Vacant                         | Vacant                | 3 août 2022 - 14 novembre 2022      | 117e        | | 2013–2023 · |
| · Rudy Yakym                   | Républicain           | 14 novembre 2022 - Présent          | 117e , 118e | Élu pour terminer le mandat de Walorski. Réélu en 2022. | 2013–2023 · |
| · Rudy Yakym                   | Républicain           | 14 novembre 2022 - Présent          | 117e , 118e | Élu pour terminer le mandat de Walorski. Réélu en 2022. | 2023–Présent · |

## Résultats des récentes élections
Voici les résultats des dix précédents cycles électoraux dans le district.

### 2004
| Élection de 2004 du 2e district congressionnel de l'Indiana | Élection de 2004 du 2e district congressionnel de l'Indiana | Élection de 2004 du 2e district congressionnel de l'Indiana | Élection de 2004 du 2e district congressionnel de l'Indiana | Élection de 2004 du 2e district congressionnel de l'Indiana |
| ----------------------------------------------------------- | ----------------------------------------------------------- | ----------------------------------------------------------- | ----------------------------------------------------------- | ----------------------------------------------------------- |
| Parti                                                       | Parti                                                       | Candidat                                                    | Votes                                                       | %                                                           |
|                                                             | Républicain                                                 | Chris Chocola (sortant)                                     | 140 496                                                     | 54,17                                                       |
|                                                             | Démocrate                                                   | Joe Donnelly                                                | 115 513                                                     | 44,54                                                       |
|                                                             | Libertarien                                                 | Douglas Barnes                                              | 3 346                                                       | 1,29                                                        |
| Total des votes                                             | Total des votes                                             | Total des votes                                             | 259 355                                                     | 100 %                                                       |
|                                                             | Les Républicains conservent                                 |                                                             |                                                             |                                                             |

### 2006
| Élection de 2006 du 2e district congressionnel de l'Indiana | Élection de 2006 du 2e district congressionnel de l'Indiana | Élection de 2006 du 2e district congressionnel de l'Indiana | Élection de 2006 du 2e district congressionnel de l'Indiana | Élection de 2006 du 2e district congressionnel de l'Indiana |
| ----------------------------------------------------------- | ----------------------------------------------------------- | ----------------------------------------------------------- | ----------------------------------------------------------- | ----------------------------------------------------------- |
| Parti                                                       | Parti                                                       | Candidat                                                    | Votes                                                       | %                                                           |
|                                                             | Démocrate                                                   | Joe Donnelly                                                | 103 561                                                     | 53,98                                                       |
|                                                             | Républicain                                                 | Chris Chocola (sortant)                                     | 88 300                                                      | 46,02                                                       |
| Total des votes                                             | Total des votes                                             | Total des votes                                             | 191 861                                                     | 100 %                                                       |
|                                                             | Les Démocrates prennent aux Républicains                    |                                                             |                                                             |                                                             |

### 2008
| Élection de 2008 du 2e district congressionnel de l'Indiana | Élection de 2008 du 2e district congressionnel de l'Indiana | Élection de 2008 du 2e district congressionnel de l'Indiana | Élection de 2008 du 2e district congressionnel de l'Indiana | Élection de 2008 du 2e district congressionnel de l'Indiana |
| ----------------------------------------------------------- | ----------------------------------------------------------- | ----------------------------------------------------------- | ----------------------------------------------------------- | ----------------------------------------------------------- |
| Parti                                                       | Parti                                                       | Candidat                                                    | Votes                                                       | %                                                           |
|                                                             | Démocrate                                                   | Joe Donnelly (sortant)                                      | 187 416                                                     | 67,09                                                       |
|                                                             | Républicain                                                 | Luke Puckett                                                | 84 455                                                      | 30,23                                                       |
|                                                             | Libertarien                                                 | Mark Vogel                                                  | 7 475                                                       | 2,68                                                        |
| Total des votes                                             | Total des votes                                             | Total des votes                                             | 279 346                                                     | 100 %                                                       |
|                                                             | Les Démocrates conservent                                   |                                                             |                                                             |                                                             |

### 2010
| Élection de 2010 du 2e district congressionnel de l'Indiana | Élection de 2010 du 2e district congressionnel de l'Indiana | Élection de 2010 du 2e district congressionnel de l'Indiana | Élection de 2010 du 2e district congressionnel de l'Indiana | Élection de 2010 du 2e district congressionnel de l'Indiana |
| ----------------------------------------------------------- | ----------------------------------------------------------- | ----------------------------------------------------------- | ----------------------------------------------------------- | ----------------------------------------------------------- |
| Parti                                                       | Parti                                                       | Candidat                                                    | Votes                                                       | %                                                           |
|                                                             | Démocrate                                                   | Joe Donnelly (sortant)                                      | 91 341                                                      | 48,18                                                       |
|                                                             | Républicain                                                 | Jackie Walorski                                             | 88 803                                                      | 46,84                                                       |
|                                                             | Libertarien                                                 | Mark Vogel                                                  | 9 447                                                       | 4,98                                                        |
| Total des votes                                             | Total des votes                                             | Total des votes                                             | 189 591                                                     | 100 %                                                       |
|                                                             | Les Démocrates conservent                                   |                                                             |                                                             |                                                             |

### 2012
| Élection de 2012 du 2e district congressionnel de l'Indiana | Élection de 2012 du 2e district congressionnel de l'Indiana | Élection de 2012 du 2e district congressionnel de l'Indiana | Élection de 2012 du 2e district congressionnel de l'Indiana | Élection de 2012 du 2e district congressionnel de l'Indiana |
| ----------------------------------------------------------- | ----------------------------------------------------------- | ----------------------------------------------------------- | ----------------------------------------------------------- | ----------------------------------------------------------- |
| Parti                                                       | Parti                                                       | Candidat                                                    | Votes                                                       | %                                                           |
|                                                             | Républicain                                                 | Jackie Walorski                                             | 134 033                                                     | 49,01                                                       |
|                                                             | Démocrate                                                   | Brendan Mullen                                              | 130 113                                                     | 47,58                                                       |
|                                                             | Libertarien                                                 | Joe Ruiz                                                    | 9 326                                                       | 3,41                                                        |
|                                                             | Indépendant                                                 | Kenneth R. Lunce, Jr.                                       | 3                                                           | 0,00                                                        |
| Total des votes                                             | Total des votes                                             | Total des votes                                             | 273 475                                                     | 100 %                                                       |
|                                                             | Les Républicains prennent aux Démocrates                    |                                                             |                                                             |                                                             |

### 2014
| Élection de 2014 du 2e district congressionnel de l'Indiana | Élection de 2014 du 2e district congressionnel de l'Indiana | Élection de 2014 du 2e district congressionnel de l'Indiana | Élection de 2014 du 2e district congressionnel de l'Indiana | Élection de 2014 du 2e district congressionnel de l'Indiana |
| ----------------------------------------------------------- | ----------------------------------------------------------- | ----------------------------------------------------------- | ----------------------------------------------------------- | ----------------------------------------------------------- |
| Parti                                                       | Parti                                                       | Candidat                                                    | Votes                                                       | %                                                           |
|                                                             | Républicain                                                 | Jackie Walorski (sortante)                                  | 85 583                                                      | 58,94                                                       |
|                                                             | Démocrate                                                   | Joseph Gerard Bock                                          | 55 590                                                      | 38,29                                                       |
|                                                             | Libertarien                                                 | Jeff Petermann                                              | 4 027                                                       | 2,77                                                        |
| Total des votes                                             | Total des votes                                             | Total des votes                                             | 273 475                                                     | 100 %                                                       |
|                                                             | Les Républicains conservent                                 |                                                             |                                                             |                                                             |

### 2016
| Élection de 2016 du 2e district congressionnel de l'Indiana | Élection de 2016 du 2e district congressionnel de l'Indiana | Élection de 2016 du 2e district congressionnel de l'Indiana | Élection de 2016 du 2e district congressionnel de l'Indiana | Élection de 2016 du 2e district congressionnel de l'Indiana |
| ----------------------------------------------------------- | ----------------------------------------------------------- | ----------------------------------------------------------- | ----------------------------------------------------------- | ----------------------------------------------------------- |
| Parti                                                       | Parti                                                       | Candidat                                                    | Votes                                                       | %                                                           |
|                                                             | Républicain                                                 | Jackie Walorski (sortante)                                  | 164 355                                                     | 59,26                                                       |
|                                                             | Démocrate                                                   | Lynn Coleman                                                | 102 401                                                     | 36,92                                                       |
|                                                             | Libertarien                                                 | Ron Cenkush                                                 | 10 601                                                      | 3,82                                                        |
| Total des votes                                             | Total des votes                                             | Total des votes                                             | 277 357                                                     | 100 %                                                       |
|                                                             | Les Républicains conservent                                 |                                                             |                                                             |                                                             |

### 2018
| Élection de 2018 du 2e district congressionnel de l'Indiana | Élection de 2018 du 2e district congressionnel de l'Indiana | Élection de 2018 du 2e district congressionnel de l'Indiana | Élection de 2018 du 2e district congressionnel de l'Indiana | Élection de 2018 du 2e district congressionnel de l'Indiana |
| ----------------------------------------------------------- | ----------------------------------------------------------- | ----------------------------------------------------------- | ----------------------------------------------------------- | ----------------------------------------------------------- |
| Parti                                                       | Parti                                                       | Candidat                                                    | Votes                                                       | %                                                           |
|                                                             | Républicain                                                 | Jackie Walorski (sortante)                                  | 125 499                                                     | 54,8                                                        |
|                                                             | Démocrate                                                   | Mel Hall                                                    | 103 363                                                     | 45,2                                                        |
|                                                             | No Party                                                    | Richard Wolf (Write-In)                                     | 27                                                          | 0,0                                                         |
| Total des votes                                             | Total des votes                                             | Total des votes                                             | 228 889                                                     | 100 %                                                       |
|                                                             | Les Républicains conservent                                 |                                                             |                                                             |                                                             |

### 2020
| Élection de 2020 du 2e district congressionnel de l'Indiana | Élection de 2020 du 2e district congressionnel de l'Indiana | Élection de 2020 du 2e district congressionnel de l'Indiana | Élection de 2020 du 2e district congressionnel de l'Indiana | Élection de 2020 du 2e district congressionnel de l'Indiana |
| ----------------------------------------------------------- | ----------------------------------------------------------- | ----------------------------------------------------------- | ----------------------------------------------------------- | ----------------------------------------------------------- |
| Parti                                                       | Parti                                                       | Candidat                                                    | Votes                                                       | %                                                           |
|                                                             | Républicain                                                 | Jackie Walorski (sortante)                                  | 183 601                                                     | 61,5                                                        |
|                                                             | Démocrate                                                   | Pat Hackett                                                 | 114 967                                                     | 38,5                                                        |
| Total des votes                                             | Total des votes                                             | Total des votes                                             | 298 568                                                     | 100 %                                                       |
|                                                             | Les Républicains conservent                                 |                                                             |                                                             |                                                             |

### 2022
| Primaire républicaine de 2022 du 2e district congressionnel de l'Indiana | Primaire républicaine de 2022 du 2e district congressionnel de l'Indiana | Primaire républicaine de 2022 du 2e district congressionnel de l'Indiana | Primaire républicaine de 2022 du 2e district congressionnel de l'Indiana | Primaire républicaine de 2022 du 2e district congressionnel de l'Indiana |
| ------------------------------------------------------------------------ | ------------------------------------------------------------------------ | ------------------------------------------------------------------------ | ------------------------------------------------------------------------ | ------------------------------------------------------------------------ |
| Parti                                                                    | Parti                                                                    | Candidat                                                                 | Votes                                                                    | %                                                                        |
|                                                                          | Républicain                                                              | Jackie Walorski (sortante)                                               | 36 928                                                                   | 100 %                                                                    |

| Primaire démocrate de 2022 du 2e district congressionnel de l'Indiana | Primaire démocrate de 2022 du 2e district congressionnel de l'Indiana | Primaire démocrate de 2022 du 2e district congressionnel de l'Indiana | Primaire démocrate de 2022 du 2e district congressionnel de l'Indiana | Primaire démocrate de 2022 du 2e district congressionnel de l'Indiana |
| --------------------------------------------------------------------- | --------------------------------------------------------------------- | --------------------------------------------------------------------- | --------------------------------------------------------------------- | --------------------------------------------------------------------- |
| Parti                                                                 | Parti                                                                 | Candidat                                                              | Votes                                                                 | %                                                                     |
|                                                                       | Démocrate                                                             | Paul Steury                                                           | 11 708                                                                | 100 %                                                                 |

| Élection de 2022 du 2e district congressionnel de l'Indiana | Élection de 2022 du 2e district congressionnel de l'Indiana | Élection de 2022 du 2e district congressionnel de l'Indiana | Élection de 2022 du 2e district congressionnel de l'Indiana | Élection de 2022 du 2e district congressionnel de l'Indiana |
| ----------------------------------------------------------- | ----------------------------------------------------------- | ----------------------------------------------------------- | ----------------------------------------------------------- | ----------------------------------------------------------- |
| Parti                                                       | Parti                                                       | Candidat                                                    | Votes                                                       | %                                                           |
|                                                             | Républicain                                                 | Rudy Yakym                                                  | 125 313                                                     | 64,6                                                        |
|                                                             | Démocrate                                                   | Paul Steury                                                 | 62 891                                                      | 32,4                                                        |
|                                                             | Libertarien                                                 | William Henry                                               | 5 858                                                       | 3,0                                                         |
|                                                             | Indépendant                                                 | Mike Hubbard (Write-In)                                     | 11                                                          | 0,0                                                         |
| Total des votes                                             | Total des votes                                             | Total des votes                                             | 194 073                                                     | 100 %                                                       |
|                                                             | Les Républicains conservent                                 |                                                             |                                                             |                                                             |

### 2024
| Primaire républicaine de 2024 du 2e district congressionnel de l'Indiana | Primaire républicaine de 2024 du 2e district congressionnel de l'Indiana | Primaire républicaine de 2024 du 2e district congressionnel de l'Indiana | Primaire républicaine de 2024 du 2e district congressionnel de l'Indiana | Primaire républicaine de 2024 du 2e district congressionnel de l'Indiana |
| ------------------------------------------------------------------------ | ------------------------------------------------------------------------ | ------------------------------------------------------------------------ | ------------------------------------------------------------------------ | ------------------------------------------------------------------------ |
| Parti                                                                    | Parti                                                                    | Candidat                                                                 | Votes                                                                    | %                                                                        |
|                                                                          | Républicain                                                              | Rudy Yakym (sortant)                                                     | 36 928                                                                   | 100 %                                                                    |

| Primaire Démocrate de 2024 du 2e district congressionnel de l'Indiana | Primaire Démocrate de 2024 du 2e district congressionnel de l'Indiana | Primaire Démocrate de 2024 du 2e district congressionnel de l'Indiana | Primaire Démocrate de 2024 du 2e district congressionnel de l'Indiana | Primaire Démocrate de 2024 du 2e district congressionnel de l'Indiana |
| --------------------------------------------------------------------- | --------------------------------------------------------------------- | --------------------------------------------------------------------- | --------------------------------------------------------------------- | --------------------------------------------------------------------- |
| Parti                                                                 | Parti                                                                 | Candidat                                                              | Votes                                                                 | %                                                                     |
|                                                                       | Démocrate                                                             | Lori A. Camp                                                          | 11 708                                                                | 100 %                                                                 |

| Élection de 2024 du 2e district congressionnel de l'Indiana | Élection de 2024 du 2e district congressionnel de l'Indiana | Élection de 2024 du 2e district congressionnel de l'Indiana | Élection de 2024 du 2e district congressionnel de l'Indiana | Élection de 2024 du 2e district congressionnel de l'Indiana |
| ----------------------------------------------------------- | ----------------------------------------------------------- | ----------------------------------------------------------- | ----------------------------------------------------------- | ----------------------------------------------------------- |
| Parti                                                       | Parti                                                       | Candidat                                                    | Votes                                                       | %                                                           |
|                                                             | Républicain                                                 | Rudy Yakym (sortant)                                        | 184 848                                                     | 62,7                                                        |
|                                                             | Démocrate                                                   | Lori A. Camp                                                | 101 962                                                     | 34,6                                                        |
|                                                             | Libertarien                                                 | William Henry                                               | 7795                                                        | 2,6                                                         |
|                                                             | Indépendant                                                 | Mike Hubbard (Write-In)                                     | 13                                                          | 0,0                                                         |
| Total des votes                                             | Total des votes                                             | Total des votes                                             | 294 618                                                     | 100 %                                                       |
|                                                             | Les Républicains conservent                                 |                                                             |                                                             |                                                             |